# Nanorana polunini
Paa polunini es una especie de anfibio anuro de la familia Dicroglossidae. Se distribuye por la Región Autónoma del Tíbet, China, por la mayoría de Nepal y quizás en Bután e India.